# مالی اوکلاهن
مالی اوکلاهن (انگلیسی: Mollie O'Callaghan؛ زادهٔ ۲ آوریل ۲۰۰۴) شناگر اهل استرالیا است.
وی در مسابقات کشوری و بین‌المللی در مجموع برندهٔ ۱ مدال طلا شده‌است.